# Stateline (Nevada)
Stateline è un census-designated place (CDP) degli Stati Uniti, situato nella Contea di Douglas nello stato del Nevada. Nel censimento del 2000 la popolazione era di 1.215 abitanti.

## Economia

### Turismo
Stateline è uno dei principali centri turistici situati lungo le sponde del Lago Tahoe, al confine con la California e il centro abitato di South Lake Tahoe. Le principali attrazioni, oltre al lago, sono i sei casinò e le strutture ricettive come hotel e residence.
Il cuore economico e turistico di Stateline è Kingsbury Grade, nota anche come Nevada State Route 207, la quale attraverso un passo posto sopra il lago collega il centro a Gardnerville, situata al di là dei monti. Molti degli alberghi e dei servizi primari sono posti su questa via, che tuttavia nei mesi invernali può essere inagibile a causa della neve.

## Geografia fisica
Secondo i rilevamenti dell'United States Census Bureau, la località di Stateline si estende su una superficie di 2,0 km², dei quali 1,7 km² occupati da terre, e 0,3 km² dalle acque.

## Popolazione
Secondo il censimento del 2000, a Stateline vivevano 1.215 persone, ed erano presenti 245 gruppi familiari. La densità di popolazione era di 696 ab./km². Nel territorio comunale si trovavano 562 unità edificate. Per quanto riguarda la composizione etnica degli abitanti, il 73,66% era bianco, l'1,23% era afroamericano, lo 0,66% era nativo, l'8,15% era asiatico e lo 0,16% proveniva dall'Oceano Pacifico. Il 13,00% della popolazione apparteneva ad altre razze e il 3,13% a più di una. La popolazione di ogni razza ispanica corrispondeva al 28,97% degli abitanti.
Per quanto riguarda la suddivisione della popolazione in fasce d'età, il 24,3% era al di sotto dei 18, l'8,9% fra i 18 e i 24, il 35,6% fra i 25 e i 44, il 23,0% fra i 45 e i 64, mentre infine l'8,1% era al di sopra dei 65 anni di età. L'età media della popolazione era di 35 anni. Per ogni 100 donne residenti vivevano 124,1 maschi.